# La Huaca (Ayabaca)
La Huaca es una localidad peruana ubicada en el distrito de Ayabaca, perteneciente a la provincia homónima del departamento de Piura, al norte del Perú. 

## Ubicación
La Huaca se ubica al noreste de la provincia de Ayabaca, en el distrito de Ayabaca, en el departamento de Piura.

## Demografía
En 2017 La Huaca tenía una población de 34 habitantes.
| Gráfica de evolución demográfica de La Huaca entre 1993 y 2017 |
|                                                                |
| Fuentes: Población 1993 y 2017                                 |